# 陳周政
陳周政，號蝶庵。四川順慶府營山縣人，明末清初政治人物。

## 生平
明天啓七年（1627年）丁卯科舉人，崇禎四年（1631年）辛未科進士。兵部观政，五年授潜山知县，六年调无锡县，七年拾遗去职。八年丁忧，十年起补河南按察司知事，十一年升大同府推官，十三年升兵部职方司员外郎，督捕。再升湖广右参议。
清顺治年間任江南省寧國府知府。